# Palazzo Velli

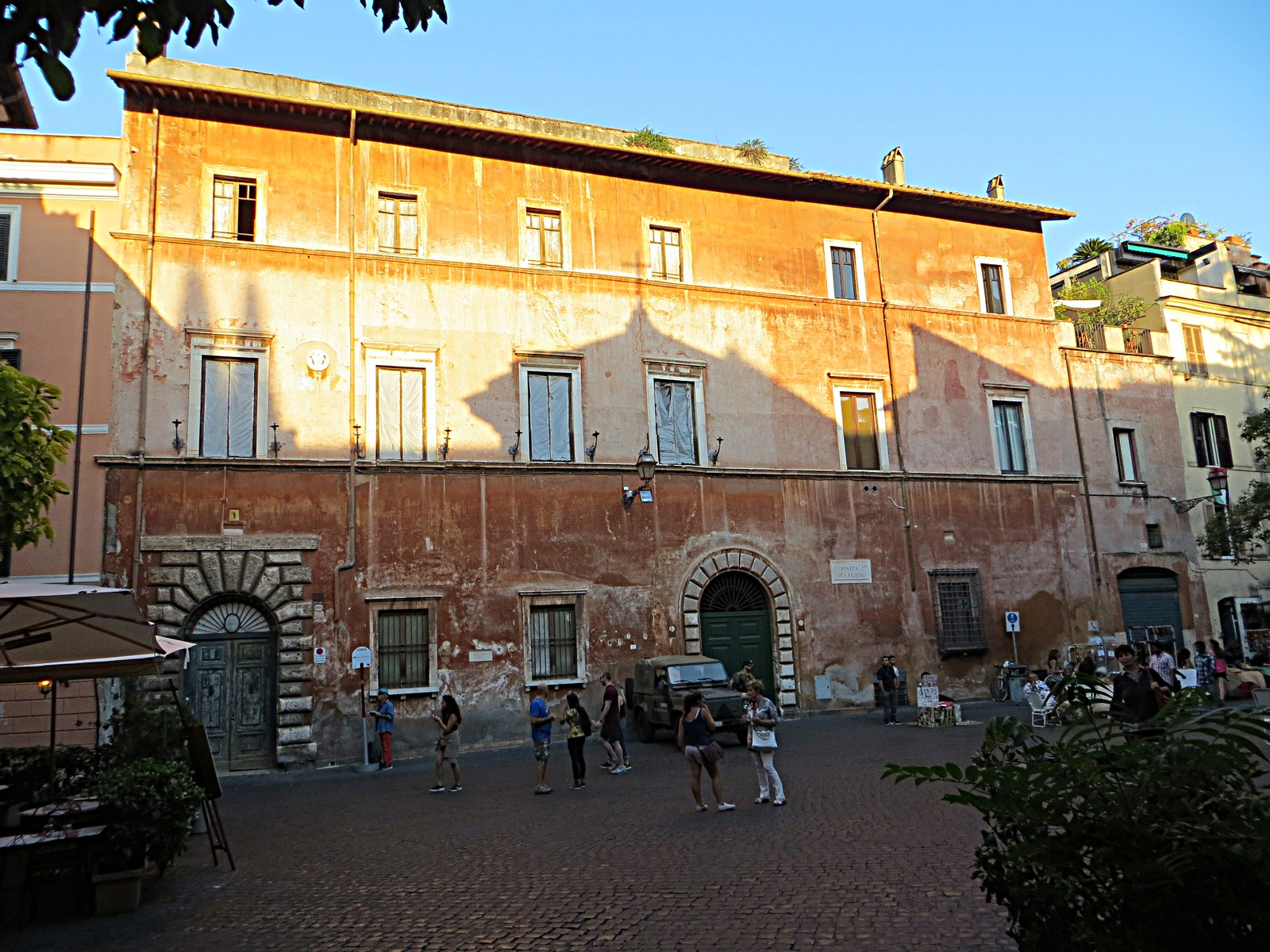
Fachada do palácio com seus dois portais diferentes.

Palazzo Velli é um palácio renascentista localizado na Piazza di Sant'Egidio, no rione Trastevere de Roma.

## História
De frente para a igreja de Sant'Egidio, na praça de mesmo nome, está o Palazzo Velli, construído no final do século XV para a poderosa família Velli, que tinha entre seus membros vários conservadores no Capitólio. Um censo de 1526 registrou 188 membros da família ampliada, ou seja, incluindo os servos domésticos. No século XVII, o edifício foi vendido separadamente: a parte esquerda, com o portal rusticado (similar ao do Palazzo Lancellotti, na Piazza Navona) no número 7, ao Ospizio dei Pellegrini e Convalescenti, como indica a placa de mármore acima da arquitrave, e depois para para a família Orsini, cujo brasão (um urso segurando uma rosa) ainda hoje decora o portão de entrada; a direita, com o portal no número 9, passou para a basílica de Santa Maria in Trastevere e passou a sediar o Conservatorio della Divina Clemenza (conhecido como "Rifugio"), uma instituição subvencionada pelos nobres romanas e dedicada à assistência das jovens romanas dedicadas à vida religiosa ou maltratadas pelos maridos. 
Imagens da década de 1940 demonstram a presença de duas lojas no edifício na época, incluindo um ferreiro, instalado ali pelo menos desde o início do século XX. Na década de 1970, o edifício foi adquirido pelos atuais proprietários, que reformaram toda a estrutura, incluindo o pátio interno, e dividiram-na em diversos apartamentos menores para venda e aluguel (Palazzo Velli Suites).

## Descrição
A fachada se apresenta em dois pisos de seis janelas cada, com cornijas de mármore no superior e arquitraves no inferior. Nelas se nota o brasão dos Velli, uma árvore flanqueada por duas estrelas de ouro, o mesmo que aparece na janela original gradeada no centro.